# Felix Fischer
Felix Fischer (ur. 27 lutego 1983 w Berlinie) – niemiecki siatkarz, grający na pozycji środkowego, reprezentant Niemiec.

## Sukcesy klubowe
Mistrzostwo Niemiec:
- 2004, 2012, 2013, 2014[2], 2016, 2017
- 2008, 2011, 2015
- 2006, 2007, 2009

Liga Mistrzów:
- 2015[3]

Puchar Niemiec:
- 2016

Puchar CEV:
- 2016